# Zone de Convergence de Puget Sound

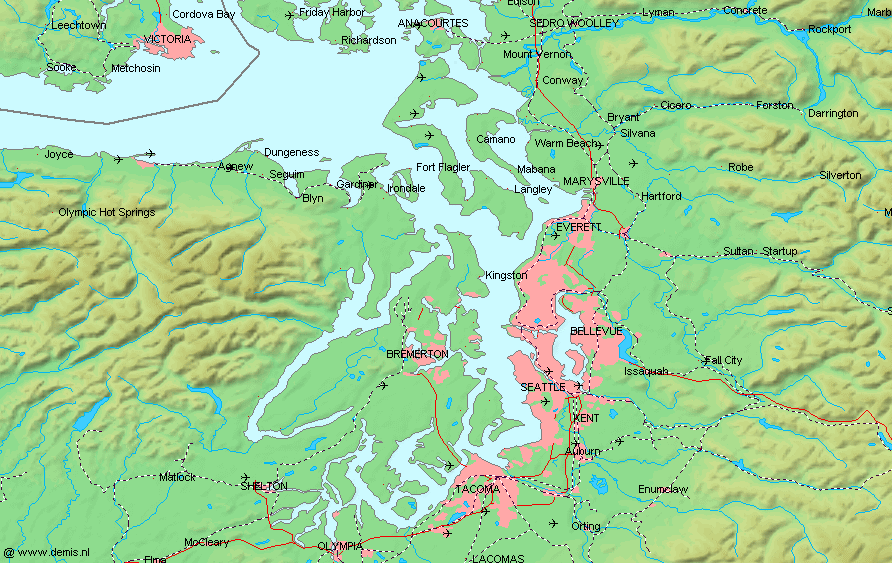
Le Puget Sound avec les monts Olympiques à gauche, le détroit Juan de Fuca au nord et la zone métropolitaine de Tacom-Seattle-Everett en rose à l'est.

La Zone de Convergence de Puget Sound est un effet local de la circulation atmosphérique dans la région de Puget Sound dans l'État américain de Washington. Il se forme lorsque le vent océanique se sépare en deux pour contourner les montagnes Olympiques avant de converger de l'autre côté dans le détroit. Cette convergence a lieu en général aux environs de la banlieue nord de Seattle à Everett et cause des phénomènes d'ascendance et de convection atmosphérique donnant de mince bandes de précipitations. La pluviométrie sur le pic Glacier, situé à l'est de Puget Sound dans la chaîne des Cascades, s'élève ainsi entre 3 560 et 4 570 mm d'eau. 

## Principe
La région du nord-ouest de l'État de Washington aux États-Unis est caractérisée par le détroit de Juan de Fuca au nord, qui sépare l'État et de la province canadienne de Colombie-Britannique, les monts Olympiques juste au sud et la vallée du fleuve Chehalis. L'air provenant de l'océan Pacifique peut passer directement par le détroit et la vallée mais doit surmonter les montagnes ou les contourner. L'air qui est forcé par-dessus celles-ci crée une basse pression locale en aval et les flux passant de part et d'autre sont courbés pour se rencontrer dans cette région formant une zone de convergence,.
Quand la circulation en altitude est d'ouest à nord-ouest, cas très commun, la convergence se fait dans le Puget Sound. L'air à la rencontre des deux flux cause une accumulation de masse qui n'a d'autre choix que de s'élever en altitude. Si l'air est humide, il y a formation de nuages et ensuite de pluie sur la mince frontière entre les deux flux. Si l'air est de plus instable, le mouvement vertical est plus grand et les précipitations plus intenses,.

## Climatologie

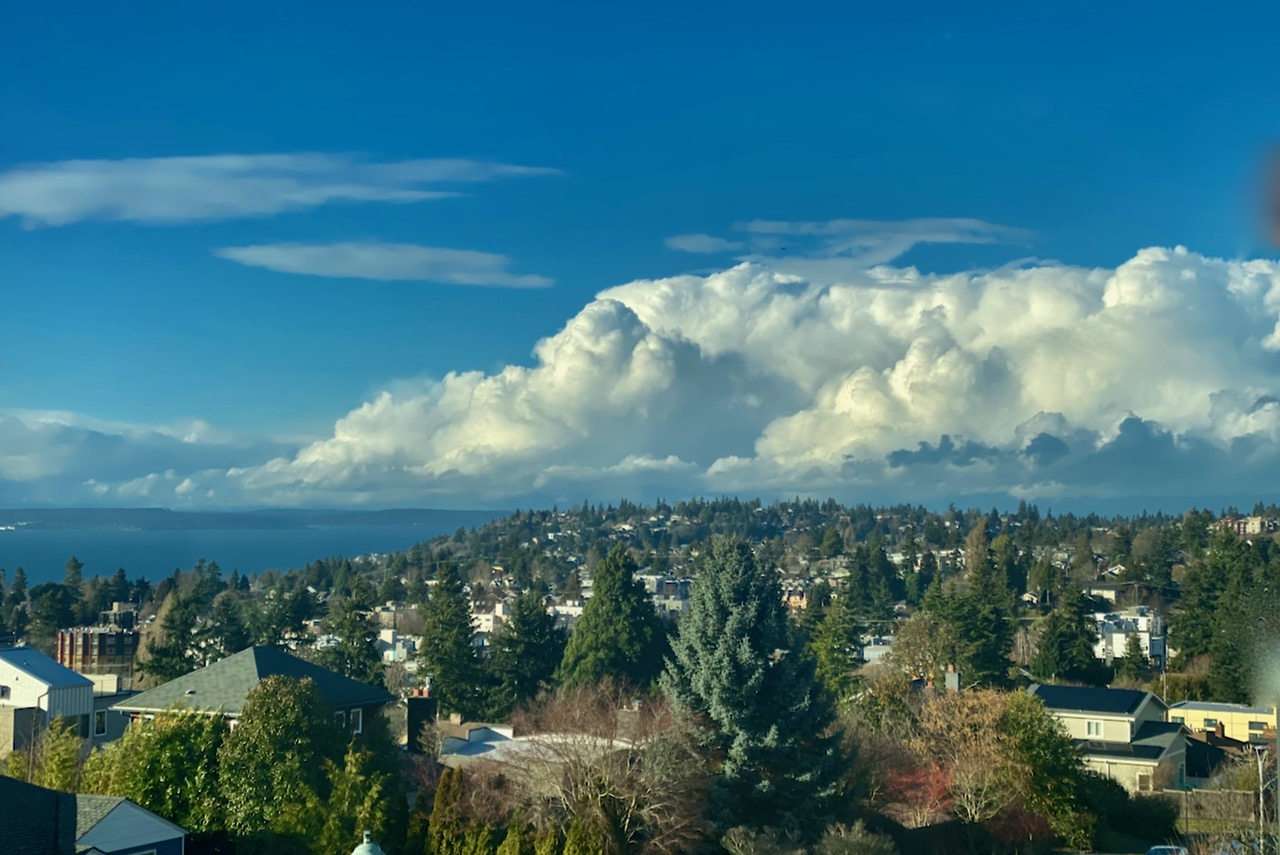
Nuages convectifs générés par la convergence.

La convergence dans le Puget Sound varie dans le temps et l'espace, ainsi qu'en intensité, selon la force et la direction des vents venant du Pacifique. Les zones les plus propices sont dans le centre et le sud du comté de Snohomish et le nord de celui de King. Les plus fortes précipitations tendent à se trouver le long et à proximité de la ligne frontalière entre ces deux comtés. Les villes situées juste au nord ou au sud de cette ligne se trouvant dans l'ombre pluviométrique des montagnes olympiques devraient recevoir beaucoup moins de pluie que Seattle mais la présence de la zone de convergence compense pour cet effet.
Le convergence serait aussi la cause d'une rehaussement des précipitations sur le pic Glacier par rapport à d'autres montagnes dans la chaîne des Cascades à l'est du Puget Sound. Comme il n'y a pas de station météorologique proche du glacier, il est difficile de confirmer cette hypothèse.
La position privilégiée de la zone de convergence inclut le nord de la région de Seattle, tout près de là où se trouve l'Université de Washington. Bien qu'elle soit à 2 ou 3 kilomètres de la position moyenne de la zone, elle est souvent évitée par celle-ci et peut n'être que nuageuse alors qu'il pleut abondamment plus au nord. Pour illustrer encore plus l'aspect très local de cette convergence, il est possible de mentionner le cas du 18 avril 2008. Les vents ont convergé en après-midi près de la ville d'Everett générant une bande de neige du bras de mer vers l'est. Cette bande s'est graduellement déplacée vers le sud et des accumulations de 9 à 16,5 cm ont été rapportées, les plus importantes près de la côte à Woodinville dans le comté de King, en soirée. À mesure que la bande entrait dans les quartiers du nord de Seattle, le taux des précipitations faiblissait et la région de l'université n'a reçu qu'une trace de neige.